# Paul Rutherford (cantante)
Paul Rutherford (Liverpool, 8 dicembre 1959) è un cantante e ballerino britannico, già membro dei Frankie Goes to Hollywood.

## Biografia
Nato a Liverpool città, si trasferì in seguito nel quartiere di Cantril Farm (attualmente Stockbridge Village). Emerse negli anni settanta nella scena punk del Merseyside, raccogliendo i primi successi con gli The Spitfire Boys di Saint Helen e con cui pubblicò un solo 45 giri.

### Carriera con i Frankie Goes to Hollywood
Durante il primo concerto dei Frankie Goes to Hollywood svoltosi in un nightclub di Leeds e chiamato "The Warehouse", Rutherford vide i FGTH e fu così preso dall'esibizione che si sostituì alla corista Sonya Mazumder (detta Mazunda) quella stessa notte e divenendo il corista e ballerino della band per rimanere nella formazione fino al loro scioglimento avvenuto nel 1987. All'epoca si vociferava che Rutherford ed Holly Johnson, gli unici componenti dichiaratamente gay del gruppo avessero una relazione.
Nel 2004 tornò per riformare i FGTH che, riunitisi con Ryan Molloy al posto di Holly Johnson e Jed O'Toole al posto di Brian Nash parteciparono ad un concerto speciale a Wembley tenutosi per il 25º anniversario della carriera professionale di Trevor Horn. Con la stessa formazione partecipò al tour del 2005 facendo un'esibizione anche al Big Gay Out festival svoltosi all'Hyde Park di Londra.
Per evitare controversie legali con Holly Johnson circa l'uso del nome "Frankie Goes to Hollywood", nel 2007 Rutherford e gli altri membri del gruppo prendono il nome di Forbidden Hollywood ed annunciano che avrebbero suonato le nuove canzoni insieme al vecchio materiale degli FGTH. Nella primavera dello stesso anno furono annunciate anche le date del tour ma nel seguente mese di giugno ne giunse la cancellazione.

### Carriera solista
Dopo il primo scioglimento dei FGTH seguì la carriera da solista con il singolo Get Real dalle sonorità acid house che fu pubblicato nel 1988. Il brano riscosse un buon successo anche nei club e precedette l'uscita dell'album Oh World (1989), dal quale vennero poi estratti altri due singoli che furono prodotti da Martin Fry e Mark White (in quegli anni componenti del gruppo ABC).
Nel 1990 collaborò con i Pressure Zone realizzando il cantato di That Moon.
Dopo il secondo scioglimento dei FGTH ed un breve periodo di inattività, verso la fine del 2010 pubblicò l'album "The Cowboy Years" con il nome di "Paul Rutherford/Butt Cowboys" e nel 2011 tornò a far parlare di sé con la ripubblicazione di Oh World ed una collaborazione al nuovo disco della cantante tedesca Claudia Brücken intitolato Combined.

## Vita personale
Vive a Waiheke Island in Nuova Zelanda assieme al suo compagno Perry con cui è legato da un'unione civile.

## Discografia

### Album
- Oh World (1989)
- The Cowboy Years (2010) - con il nome di Paul Rutherford/Butt Cowboys

### Singoli e maxi
- Get Real (1988)
- I Want Your Love (1989)
- Oh World (1989)
- That Moon (1990) con i Pressure Zone